# 水尾劉氏宗祠
水尾劉氏宗祠位於四川省瀘州市敘永縣，文物遺址年代判定為清。2012年7月16日公佈為第八批四川省文物保護單位。
水尾劉氏宗祠位於四川省瀘州市敘永縣水尾鎮翻山村四社明堂灣。宗祠坐西向東，由山門，民宅組成，四合院分佈，長50公尺，寬46公尺，為湖廣填四川劉姓家族祭祀用之祠堂。現存天井6個，山門1座，民宅9棟。山門為二柱以開間二重簷歇山式，簷下刻深浮雕人物故事場面，施彩繪，二石柱完整石雕刻對聯一副“明明我祖維彼陶唐氏之謂大同以親九族，欒欒寢廟施于孫子莫敢不來悼念先人”，民宅為川南民居特色建築，板壁，木格扇門窗，簷下垂柱宮燈等保存較好。水尾劉氏宗祠是敘永縣唯一一處保存完整的宗族祠堂，建築規模宏大，雕刻精美，具有較高的歷史、藝術、科學價值都較高的古建築。其山門雄偉，雕刻精美，其隸書石刻書風秀雅，極具鑒賞價值。2010年，水尾劉氏宗祠被瀘州市人民政府公佈為市級文物保護單位。